# ユーリー・オヌフリエンコ

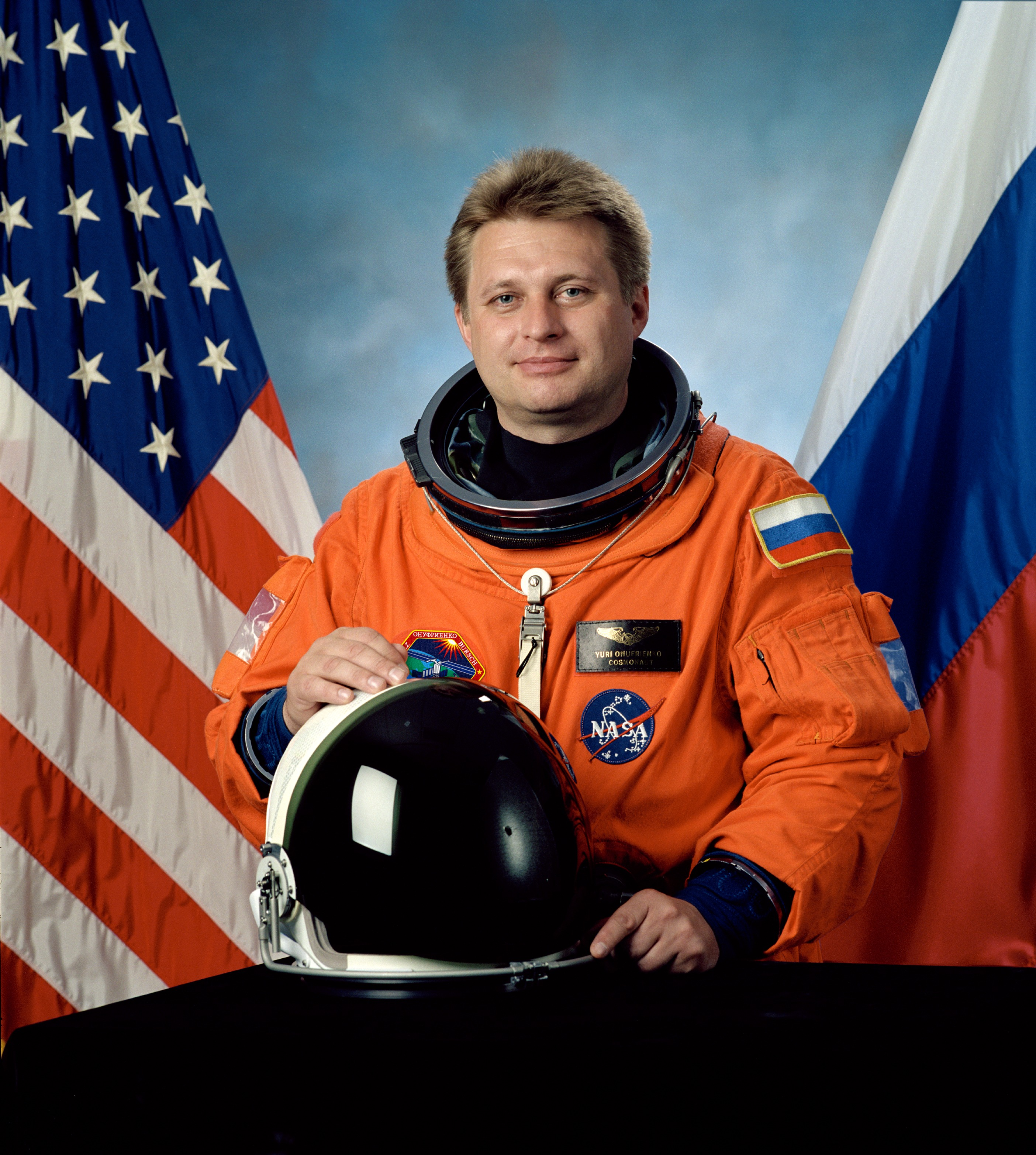
ユーリー・オヌフリエンコ

ユーリー・オヌフリエンコ（Yuri Ivanovich Onufriyenko、ロシア語:Юрий Иванович Онуфриенко、1961年2月6日-）は、ウクライナ系ロシア人の宇宙飛行士である。1996年のミールと2001年から2002年の国際宇宙ステーションと、2度の長期滞在を経験した。
ウクライナ・ソビエト社会主義共和国ハルキウ州のゾーロチウで育ち、1982年にV.M. Komarov Eisk Higher Military Aviation School for Pilotsを卒業してパイロット工学の学位を取った。パイロットとしてソ連空軍に入隊し、L-29、Su-7、Su-17、L-39等で800時間以上の飛行経験を持つ。1994年にモスクワ州立大学で地図学の学位を取得した。
1989年9月から1991年1月まで、オヌフリエンコは宇宙飛行士の基礎的な訓練を受けた。1991年4月からはテスト宇宙飛行士としての訓練を受けた。1994年3月からはミールの機長としての訓練を受けた。
1996年2月21日から9月2日にかけて、彼はミールの機長を務めた。1ヶ月後、ユーリー・ウサチェフとアメリカ航空宇宙局のシャノン・ルシッドが加わった。このミッションでは、彼は様々な実験を行い、6度の宇宙遊泳も行った。シャノン・ルシッドが帰った後にはフランスのクローディ・エニュレが訪れ、彼らは193日間滞在した。
オヌフリエンコはISSの第4次長期滞在でも機長を務めた。このミッションは2001年12月5日にSTS-108で打ち上げられ、2001年12月7日にISSとドッキングした。ISSには6ヶ月半の間滞在し、ハードウェアのテスト、ISSの維持、科学実験等を行った。オヌフリエンコはロシアのオルラン製の宇宙服を着て2回に分けて12時間2分の宇宙遊泳を行った。第4次長期滞在の乗組員は2002年6月19日にSTS-111でエンデバーに乗ってエドワーズ空軍基地に帰還した。196日間のこのミッションを終えて、オヌフリエンコの通算宇宙滞在時間は389日間となった。
オヌフリエンコと妻のヴァレンティナ・ミハロヴナ・オヌフリエンコには2人の息子と1人の娘がいる。彼には2歳年上の兄がいて、両親は既に死亡している。趣味はテニス、料理、釣り、チェス、飛行機である。ロシア連邦英雄、2度の軍隊のメダルを受章しており、フランスのレジオンドヌール勲章シュバリエ章も受章している。